# 1893년 영화
다음은 1893년 영화에 관한 정보이다. 1893년 영화계의 사건과 영화 목록, 영화인에 대해 다룬다.

## 사건
- 3월 14일: 미국의 에디슨이 키네토스코프에 대해 '동체사진 전사장치' (An Apparatus for Exhibiting Photographs of Moving Objects, 제493,426호)란 이름으로 특허를 받았다.
- 5월 초: 에디슨이 자신의 연구소 인근에 활동사진 스튜디오를 열었다. 직원 이름을 따서 '에디슨 블랙 마리아'로 이름붙여진 이 스튜디오는 미국 최초의 영화 스튜디오가 된다.
- 5월 9일: 에디슨이 브루클린 협회에서 자신의 키네토그라프로 촬영된 영화 공개상영회를 처음으로 열었다. 다만 이때까지만 해도 키네토스코프 장치의 구조상 영화를 볼 수 있는 인원은 한번에 한 사람으로 제한됐다.

## 영화
- <블랙스미스 씬> (Blacksmith Scene) - 윌리엄 케네디 딕슨 제작
- <편자 박기> (Horse Shoeing) - 윌리엄 케네디 딕슨 제작
- <토끼> (Rabbits) - 에티엔쥘 마레 제작

## 탄생
- 4월 3일 - 영국의 배우 레즐리 하워드
- 4월 20일 - 미국의 배우 해롤드 로이드

## 같이 보기
- 19세기 영화
- 1890년대 영화